# Cassis de Dijon-domen
Cassis de Dijon-domen (i mål nr C-120/78) är en dom från Europeiska unionens domstol som 1979 upphävde ett tyskt förbud mot försäljning av fruktlikörer med en alkoholhalt på 15-25 procentenheter.
Bakgrunden var att Tyskland ej tillät detaljhandelsföretaget Rewe importera den franska likören Creme de cassis de Dijon, så länge den marknadsfördes som likör. Detta för att Creme de cassis de Dijon innehöll en alkoholhalt på 15-20 procentenheter, medan gränsen för att få kallas likör var 25 procentenheter.
Domstolen ansåg att det tyska förbudet stred mot artikel 30 i EEG-fördraget, vilket förbjud "kvantitativa importrestriktioner" mellan medlemsstater. Domen är viktig i EU-rättsliga sammanhang eftersom den fastslår att en produkt som tillverkas och säljs legalt i en medlemsstat normalt inte får förbjudas i en annan.
Sedan 2010 är domen även en verkande princip i Schweiz